# Sementi
Nell'Antico Egitto i Sementi erano dei prospettori, ossia degli specialisti nella ricerca di miniere d'oro e di pietre preziose.
Le tracce della loro attività e delle loro scoperte risalgono fino all'arcaica età thinita. Infatti la parola Sementi appare nei testi geroglifici a partire dal IV millennio a.C. rilevando che, nella complessa gerarchia amministrativa egizia, i faraoni avevano al loro servizio funzionari incaricati appositamente per l'indispensabile approvvigionamento aureo.
Questi specialisti, solitari, vagavano per lunghissimi periodi di tempo nel deserto, soprattutto nubiano, spingendosi anche in terre sconosciute e lasciando la loro firma sulle rocce che includevano materie preziose.

Gli Egizi erano un popolo stanziale, tanto che non avevano neanche un verbo che indicasse il viaggiare e i loro spostamenti, che avvenivano esclusivamente per via fluviale, erano indicati con 
| G17 | Aa1 · D46 | P1 |

m ḫd               che significa "discendere la corrente", andando verso nord, e con 
| W17 | N35 · X1 · Z4 | P2 |

ḫnty ossia "risalire la corrente", andando verso sud. Oltre a questo,  non vivevano lontano dal fiume Nilo, perché dopo la Valle del Nilo c'era il deserto e senza l'acqua si moriva, quindi, a cercare l'oro, inviavano i Sementi, la cui sopravvivenza era garantita dalla conoscenza dei luoghi ispezionati e da un forte spirito di adattamento.
Sementi, può essere scritto con un geroglifico indicante un uomo seduto che tiene in mano un sacchetto oppure con un altro geroglifico che rappresenti un uomo nell'atto di camminare, con un bastone appoggiato sulla spalla e alla cui estremità è fissato l'involucro contenente minerali trovati durante le prospezioni.
| A33 |

mniw
In Nubia, al passo di Khashm El Bab, sono state recentemente scoperte, ma ancora in corso di studio, le firme in geroglifico di una ventina di nomi riferiti a vari personaggi tra cui i Sementi e in una grotta, nelle vicinanze della carovaniera dell'oro del Wawat è stata rinvenuta la firma di Hekanefer, prospettore e principe di Miaan.